# Strumigenys hubbewatyorum
Strumigenys hubbewatyorum (лат.) — вид мелких земляных муравьёв из подсемейства Myrmicinae. Видовой эпитет обязан именам двух людей. Название этого вида сочетает фамилии тропического эколога Стивена П. Хаббелла (Stephen P. Hubbell) и поведенческого эколога Патрисии Адаир Говати (Patricia Adair Gowaty), которые помогали в работе авторам открытия этого вида. 

## Распространение
Северная Америка: Куба.

## Описание
Мелкие скрытные муравьи (длина около 2 мм). Голова продолговатой формы. Проподеум с короткими загнутыми зубцами. Жвалы сравнительно длинные, с 5 зубцами: два вершинных (апикальная вилка) и три на жевательном крае. Длина головы HL 0,52—0,53 мм, ширина головы HW 0,39—0,41 мм, мандибулярный индекс MI 32—35. Усики 6-члениковые. Основная окраска красновато-коричневая. Мандибулы треугольные. Глаза расположены внутри усиковых желобков-бороздок, вентро-латеральные. Нижнечелюстные щупики 1-члениковые, нижнегубные щупики состоят из 1 сегмента (формула 1,1). Стебелёк между грудкой и брюшком состоит из двух члеников: петиолюса и постпетиолюса (последний четко отделен от брюшка). Петиоль и постпетиоль с губчатой тканью вокруг них. Жало развито, куколки голые (без кокона). Специализированные охотники на коллембол. Включён в видовую группу S. nitens-group (триба Dacetini). Вид был впервые описан в 2019 году.